# Ренне Стаббс
Ренне(й) Стаббс ( Rennae Stubbs, 26 березня 1971) — колишня австралійська тенісистка, що спеціалізувалася в основному на парній грі, чотириразова переможниця турнірів Великого шолома в парному жіночому розряді та дворазова — у міксті.
Стаббс представляла Австралію на чотирьох Олімпіадах поспіль, починаючи з Атланти-1996 до Пекіна-2008. Вона також 17 років виступала за свою країну в Кубку Федерації, маючи співвідношення перемог і поразок у парній грі 28-9.
В інтерв'ю газеті 2006 року визнала себе лесбійкою. Вона перебувала у тривалих стосунках зі своєю колишньою партнеркою по парній ролі Лізою Реймонд.

## Фінали турнірів Великого шолома

### Парний розряд: 7 (4–3)
| Результат | Рік  | Турнір          | Поверхня | Партнерка             | Супротивниці                         | Рахунок       |
| --------- | ---- | --------------- | -------- | --------------------- | ------------------------------------ | ------------- |
| Поразка   | 1995 | US Open         | Хард     | Бренда Шульц-Маккарті | Джиджі Фернандес Наташа Звєрєва      | 7–5, 6–3      |
| Перемога  | 2000 | Australian Open | Хард     | Ліза Реймонд          | Мартіна Хінгіс Марі П'єрс            | 6–4, 5–7, 6–4 |
| Перемога  | 2001 | Wimbledon       | Трава    | Ліза Реймонд          | Кім Клейстерс Аї Сугіяма             | 6–4, 6–3      |
| Перемога  | 2001 | US Open         | Хард     | Ліза Реймонд          | Кімберлі По Наталі Тозья             | 6–2, 5–7, 7–5 |
| Поразка   | 2002 | French Open     | Ґрунт    | Ліза Реймонд          | Вірхінія Руано Паскуаль Паола Суарес | 6–4, 6–2      |
| Перемога  | 2004 | Wimbledon       | Трава    | Кара Блек             | Лізель Губер Аї Сугіяма              | 6–3, 7–6(7–5) |
| Поразка   | 2009 | Wimbledon       | Трава    | Саманта Стосур        | Серена Вільямс Вінус Вільямс         | 7–6(7–4), 6–4 |

### Мікст: 3 (2–1)
| Результат | Рік  | Турнір          | Поверхня | Партнер       | Супротивники                        | Рахунок          |
| --------- | ---- | --------------- | -------- | ------------- | ----------------------------------- | ---------------- |
| Перемога  | 2000 | Australian Open | Хард     | Джаред Палмер | Тодд Вудбрідж Аранча Санчес Вікаріо | 7–5, 7–6(7–3)    |
| Поразка   | 2000 | French Open     | Ґрунт    | Тодд Вудбрідж | Девід Адамс Маріан де Свардт        | 6–3, 3–6, 6–3    |
| Перемога  | 2001 | US Open         | Хард     | Тодд Вудбрідж | Ліза Реймонд Леандер Паес           | 6–4, 5–7, [11–9] |

## Фінали турнірів WTA

### Парний розряд: 103 (60–43)
| Легенда before 2009          | Легенда starting in 2009 |
| ---------------------------- | ------------------------ |
| Турніри Великого шлему (4–3) |                          |
| WTA Championships (1–4)      |                          |
| Tier I (19–9)                | Premier Mandatory (0–0)  |
| Tier II (26–16)              | Premier 5 (0–2)          |
| Tier III (8–5)               | Premier (1–2)            |
| Tier IV & V (1–1)            | International (0–0)      |
| other (0–1)                  |                          |

| Результат | Ранг | Дата              | Турнір                                    | Покриття   | Партнер                 | Опоненти                                               | Рахунок                |
| --------- | ---- | ----------------- | ----------------------------------------- | ---------- | ----------------------- | ------------------------------------------------------ | ---------------------- |
| Перемога  | 1.   | 9 лютого 1992     | Відкритий чемпіонат Азії з тенісу, Японія | Килим (i)  | Гелена Сукова           | Сенді Коллінз Рейчел Макквіллан                        | 3–6, 6–4, 7–5          |
| Перемога  | 2.   | 3 травня 1992     | Hamburg European Open, Німеччина          | Ґрунт      | Штеффі Граф             | Манон Боллеграф Аранча Санчес Вікаріо                  | 4–6, 6–3, 6–4          |
| Перемога  | 3.   | 14 червня 1992    | Birmingham Classic, UK                    | Трава      | Лорі Макніл             | Сенді Коллінз Елна Рейнах                              | 5–7, 6–3, 8–6          |
| Перемога  | 4.   | 23 серпня 1992    | Мастерс Канада                            | Тверде     | Лорі Макніл             | Джиджі Фернандес Наташа Звєрєва                        | 3–6, 7–5, 7–5          |
| Поразка   | 1.   | 17 січня 1993     | Sydney International, Австралія           | Тверде     | Лорі Макніл             | Пем Шрайвер Елізабет Смайлі                            | 7–6(4), 6–2            |
| Поразка   | 2.   | 1 лютого 1993     | Toray Pan Pacific Open, Японія            | Килим      | Лорі Макніл             | Мартіна Навратілова Гелена Сукова                      | 6–4, 6–3               |
| Перемога  | 5.   | 15 березня 1993   | Indian Wells Open, U.S.                   | Тверде     | Гелена Сукова           | Енн Гроссман Патрісія Гай-Буле                         | 6–3, 6–4               |
| Перемога  | 6.   | 2 травня 1993     | Hamburg Cup, Німеччина                    | Ґрунт      | Штеффі Граф             | Лариса Савченко-Нейланд Яна Новотна                    | 6–4, 7–6(5)            |
| Поразка   | 3.   | 1 серпня 1993     | Puerto Rico Open                          | Тверде     | Джиджі Фернандес        | Енн Вундерліх Деббі Грем                               | 5–7, 7–5, 7–5          |
| Перемога  | 7.   | 10 лютого 1994    | Asian Open Osaka, Японія                  | Килим      | Лариса Савченко-Нейланд | Пем Шрайвер Елізабет Смайлі                            | 6–4, 6–7(2), 7–5       |
| Перемога  | 8.   | 22 травня 1994    | Internationaux de Strasbourg, Франція     | Ґрунт      | Лорі Макніл             | Патрісія Тарабіні Кароліна Віс                         | 6–3, 3–6, 6–2          |
| Поразка   | 4.   | 5 лютого 1995     | Pan Pacific Open, Японія                  | Килим      | Ліндсі Девенпорт        | Джиджі Фернандес Наташа Звєрєва                        | 6–0, 6–3               |
| Поразка   | 5.   | 19 лютого 1995    | Париж, Франція                            | Килим (i)  | Манон Боллеграф         | Мередіт Макґрат Лариса Савченко-Нейланд                | 6–4, 6–1               |
| Поразка   | 6.   | 22 травня 1995    | World Парний розряд Cup, Scotland         | Ґрунт      | Манон Боллеграф         | Мередіт Макґрат Лариса Савченко-Нейланд                | 6–2, 7–6(2)            |
| Перемога  | 9.   | 12 червня 1995    | Birmingham Classic, UK                    | Трава      | Манон Боллеграф         | Ніколь Брадтке Крістін Кунс                            | 3–6, 6–4, 6–4          |
| Поразка   | 7.   | 10 вересня 1995   | Відкритий чемпіонат США з тенісу          | Тверде     | Бренда Шульц-Маккарті   | Джиджі Фернандес Наташа Звєрєва                        | 7–5, 6–3               |
| Поразка   | 8.   | 5 листопада 1995  | Tournoi de Québec, Канада                 | Килим (i)  | Ліза Реймонд            | Ніколь Арендт Манон Боллеграф                          | 7–6(6), 4–6, 6–2       |
| Поразка   | 9.   | 3 березня 1996    | Linz Open, Австрія                        | Килим      | Гелена Сукова           | Мередіт Макґрат Манон Боллеграф                        | 6–4, 6–4               |
| Перемога  | 10.  | 3 листопада 1996  | Ameritech Cup, U.S.                       | Килим      | Ліза Реймонд            | Анджела Леттьєр Міягі Нана                             | 6–1, 6–1               |
| Перемога  | 11.  | 17 листопада 1996 | Championships of Philadelphia, U.S.       | Килим      | Ліза Реймонд            | Ніколь Арендт Лорі Макніл                              | 6–4, 3–6, 6–3          |
| Перемога  | 12.  | 26 жовтня 1997    | Tournoi de Québec, Канада                 | Килим (i)  | Ліза Реймонд            | Александра Фусаї Наталі Тозья                          | 6–4, 5–7, 7–5          |
| Перемога  | 13.  | 16 листопада 1997 | Championships of Philadelphia, U.S.       | Килим (i)  | Ліза Реймонд            | Ліндсі Девенпорт Яна Новотна                           | 6–3, 7–5               |
| Перемога  | 14.  | 22 лютого 1998    | Hanover Grand Prix, Німеччина             | Килим      | Ліза Реймонд            | Олена Лиховцева Кароліна Віс                           | 6–1, 6–7(4), 6–3       |
| Поразка   | 10.  | 5 квітня 1998     | Charleston Open, U.S.                     | Ґрунт      | Ліза Реймонд            | Кончита Мартінес Патрісія Тарабіні                     | 3–6, 6–4, 6–4          |
| Поразка   | 11.  | 14 червня 1998    | Birmingham Classic, UK                    | Трава      | Ліза Реймонд            | Ельс Калленс Жулі Алар-Декюжі                          | 2–6, 6–4, 6–4          |
| Перемога  | 15.  | 16 серпня 1998    | Boston Cup, U.S.                          | Тверде     | Ліза Реймонд            | Маріан де Свардт Мері Джо Фернандес                    | 6–4, 6–4               |
| Поразка   | 12.  | 25 жовтня 1998    | Кубок Кремля, Росія                       | Килим      | Ліза Реймонд            | Марі П'єрс Наташа Звєрєва                              | 6–3, 6–4               |
| Перемога  | 16.  | 28 лютого 1999    | U.S. National Indoor Championships, U.S.  | Тверде (i) | Ліза Реймонд            | Аманда Кетцер Джессіка Стек                            | 6–3, 6–4               |
| Поразка   | 13.  | 11 квітня 1999    | Amelia Island Championships, U.S.         | Ґрунт      | Ліза Реймонд            | Кончіта Мартінес Патрісія Тарабіні                     | 7–5, 0–6, 6–4          |
| Поразка   | 14.  | 15 серпня 1999    | LA Women's Tennis Championships, U.S.     | Тверде     | Ліза Реймонд            | Аранча Санчес Вікаріо Лариса Савченко-Нейланд          | 6–2, 6–7(5), 6–0       |
| Перемога  | 17.  | 29 серпня 1999    | Connecticut Open, U.S.                    | Тверде     | Ліза Реймонд            | Лиховцева Олена Олександрівна Яна Новотна              | 7–6(1), 6–2            |
| Перемога  | 18.  | 17 жовтня 1999    | Zurich Open, Швейцарія                    | Тверде (i) | Ліза Реймонд            | Наталі Тозья Наташа Звєрєва                            | 6–2, 6–2               |
| Перемога  | 19.  | 24 жовтня 1999    | Kremlin Cup, Росія                        | Килим (i)  | Ліза Реймонд            | Жюлі Алар-Decugis Анке Губер                           | 6–1, 6–0               |
| Перемога  | 20.  | 14 листопада 1999 | Championships of Philadelphia, U.S.       | Килим (i)  | Ліза Реймонд            | Чанда Рубін Сандрін Тестю                              | 6–1, 7–6(2)            |
| Перемога  | 21.  | 30 січня 2000     | Відкритий чемпіонат Австралії з тенісу    | Тверде     | Ліза Реймонд            | Мартіна Хінгіс Марі П'єрс                              | 6–4, 5–7, 6–4          |
| Перемога  | 22.  | 21 травня 2000    | Мастерс Рим                               | Ґрунт      | Ліза Реймонд            | Аранча Санчес Вікаріо Магі Серна                       | 6–3, 4–6, 6–2          |
| Перемога  | 23.  | 28 травня 2000    | Madrid Open, Іспанія                      | Ґрунт      | Ліза Реймонд            | Гала Леон Гарсія Марія Санчес Лоренсо                  | 6–1, 6–3               |
| Поразка   | 15.  | 25 червня 2000    | Eastbourne International, UK              | Трава      | Ліза Реймонд            | Суґіяма Ай Наталі Тозья                                | 2–6, 6–3, 7–6(3)       |
| Перемога  | 24.  | 6 серпня 2000     | San Diego Open, U.S.                      | Тверде     | Ліза Реймонд            | Ліндсі Девенпорт Анна Курникова                        | 4–6, 6–3, 7–6(6)       |
| Поразка   | 16.  | 12 листопада 2000 | Championships of Philadelphia, U.S.       | Килим      | Ліза Реймонд            | Мартіна Хінгіс Курникова Анна Сергіївна                | 6–2, 7–5               |
| Поразка   | 17.  | 14 січня 2001     | Sydney International, Австралія           | Тверде     | Ліза Реймонд            | Курникова Анна Сергіївна Барбара Шетт                  | 6–2, 7–5               |
| Перемога  | 25.  | 4 лютого 2001     | Toray Pan Pacific Open, Японія            | Килим      | Ліза Реймонд            | Курникова Анна Сергіївна Ірода Туляганова              | 7–6(5), 2–6, 7–6(6)    |
| Перемога  | 26.  | 4 березня 2001    | Scottsdale Classic, U.S.                  | Тверде     | Ліза Реймонд            | Кім Клейстерс Меган Шонессі                            | w/o                    |
| Поразка   | 18.  | 1 квітня 2001     | Відкритий чемпіонат Маямі з тенісу, U.S.  | Тверде     | Ліза Реймонд            | Аранча Санчес Вікаріо Наталі Тозья                     | 6–0, 6–4               |
| Перемога  | 27.  | 22 квітня 2001    | Charleston Open, U.S.                     | Ґрунт      | Ліза Реймонд            | Вірхінія Руано Паскуаль Паола Суарес                   | 5–7, 7–6(5), 6–3       |
| Поразка   | 19.  | 26 травня 2001    | Madrid Open, Іспанія                      | Ґрунт      | Ліза Реймонд            | Вірхінія Руано Паскуаль Паола Суарес                   | 7–5, 2–6, 7–6(4)       |
| Перемога  | 28.  | 23 червня 2001    | Eastbourne International, UK              | Трава      | Ліза Реймонд            | Кара Блек Лиховцева Олена Олександрівна                | 6–2, 6–2               |
| Перемога  | 29.  | 8 липня 2001      | Вімблдонський турнір, UK                  | Трава      | Ліза Реймонд            | Кім Клейстерс Суґіяма Ай                               | 6–4, 6–3               |
| Перемога  | 30.  | 9 вересня 2001    | Відкритий чемпіонат США з тенісу          | Тверде     | Ліза Реймонд            | Кімберлі По Наталі Тозья                               | 6–2, 5–7, 7–5          |
| Перемога  | 31.  | 4 листопада 2001  | Фінал WTA, Munich                         | Килим      | Ліза Реймонд            | Кара Блек Лиховцева Олена Олександрівна                | 7–5, 3–6, 6–3          |
| Перемога  | 32.  | 13 січня 2002     | Sydney International, Австралія           | Тверде     | Ліза Реймонд            | Мартіна Хінгіс Курникова Анна Сергіївна                | w/o                    |
| Перемога  | 33.  | 3 лютого 2002     | Pan Pacific Open, Японія                  | Килим      | Ліза Реймонд            | Ельс Калленс Роберта Вінчі                             | 6–1, 6–1               |
| Перемога  | 34.  | 3 березня 2002    | Scottsdale Classic, U.S.                  | Тверде     | Ліза Реймонд            | Кара Блек Лиховцева Олена Олександрівна                | 6–3, 5–7, 7–6(4)       |
| Перемога  | 35.  | 16 березня 2002   | Indian Wells Masters, U.S.                | Тверде     | Ліза Реймонд            | Олена Дементьєва Жанетта Гусарова                      | 7–5, 6–0               |
| Перемога  | 36.  | 1 квітня 2002     | Miami Open, U.S.                          | Тверде     | Ліза Реймонд            | Вірхінія Руано Паскуаль Паола Суарес                   | 7–6(4), 6–7(4), 6–3    |
| Перемога  | 37.  | 21 квітня 2002    | Family Circle Cup, U.S.                   | Ґрунт      | Ліза Реймонд            | Александра Фусаї Кароліна Віс                          | 6–4, 3–6, 7–6(4)       |
| Поразка   | 20.  | 9 червня 2002     | Відкритий чемпіонат Франції з тенісу      | Ґрунт      | Ліза Реймонд            | Вірхінія Руано Паскуаль Паола Суарес                   | 6–4, 6–2               |
| Перемога  | 38.  | 22 червня 2002    | Eastbourne International, UK              | Трава      | Ліза Реймонд            | Кара Блек Лиховцева Олена Олександрівна                | 6–7(5), 7–6(6), 6–2    |
| Перемога  | 39.  | 28 липня 2002     | Silicon Valley Classic, U.S.              | Тверде     | Ліза Реймонд            | Жанетта Гусарова Кончіта Мартінес                      | 6–1, 6–1               |
| Поразка   | 21.  | 12 січня 2003     | Sydney International, Австралія           | Тверде     | Кончіта Мартінес        | Кім Клейстерс Суґіяма Ай                               | 6–3, 6–3               |
| Перемога  | 40.  | 2 лютого 2003     | Pan Pacific Open, Японія                  | Килим      | Олена Бовіна            | Ліза Реймонд Ліндсі Девенпорт                          | 6–3, 6–4               |
| Перемога  | 41.  | 10 серпня 2003    | LA Championships, U.S.                    | Тверде     | Марі П'єрс              | Бовіна Олена Олегівна Ельс Калленс                     | 6–3, 6–3               |
| Перемога  | 42.  | 12 жовтня 2003    | Porsche Tennis Grand Prix, Німеччина      | Тверде (i) | Ліза Реймонд            | Кара Блек Мартіна Навратілова                          | 6–2, 6–4               |
| Поразка   | 22.  | 2 листопада 2003  | Championships of Philadelphia, U.S.       | Тверде (i) | Кара Блек               | Ліза Реймонд Мартіна Навратілова                       | 6–3, 6–4               |
| Перемога  | 43.  | 12 січня 2004     | Sydney International, Австралія           | Тверде     | Кара Блек               | Дінара Сафіна Меган Шонессі                            | 7–5, 3–6, 6–4          |
| Перемога  | 44.  | 3 лютого 2004     | Pan Pacific Open, Японія                  | Килим (i)  | Кара Блек               | Лиховцева Олена Олександрівна Магдалена Малеєва        | 6–0, 6–1               |
| Поразка   | 23.  | 22 травня 2004    | Gastein Ladies                            | Ґрунт      | Кара Блек               | Ліза Реймонд Мартіна Навратілова                       | 6–2, 7–5               |
| Перемога  | 45.  | 21 червня 2004    | Wimbledon, UK                             | Трава      | Кара Блек               | Лізель Губер Суґіяма Ай                                | 6–3, 7–6(5)            |
| Перемога  | 46.  | 26 липня 2004     | San Diego Open, U.S.                      | Тверде     | Кара Блек               | Вірхінія Руано Паскуаль Паола Суарес                   | 4–6, 6–1, 6–4          |
| Перемога  | 47.  | 4 жовтня 2004     | Porsche Tennis Grand Prix, Німеччина      | Тверде (i) | Кара Блек               | Анна-Лена Гренефельд Юлія Шруфф                        | 6–3, 6–2               |
| Перемога  | 48.  | 18 жовтня 2004    | Zürich Open, Швейцарія                    | Тверде (i) | Кара Блек               | Вірхінія Руано Паскуаль Паола Суарес                   | 6–4, 6–4               |
| Поразка   | 24.  | 8 листопада 2004  | Фінал WTA, Los Angeles                    | Тверде (i) | Кара Блек               | Надія Петрова Меган Шонессі                            | 7–5, 6–2               |
| Поразка   | 25.  | 2 квітня 2005     | Miami Open, U.S.                          | Тверде     | Ліза Реймонд            | Світлана Кузнецова Алісія Молік                        | 7–5, 6–7(5), 6–2       |
| Перемога  | 49.  | 18 червня 2005    | Eastbourne International, UK              | Трава      | Ліза Реймонд            | Лиховцева Олена Олександрівна Віра Звонарьова          | 6–3, 7–5               |
| Перемога  | 50.  | 25 липня 2005     | [Stanford Classic, U.S.                   | Тверде     | Кара Блек               | Лиховцева Олена Олександрівна Звонарьова Віра Ігорівна | 6–3, 7–5               |
| Поразка   | 26.  | 2 жовтня 2005     | BGL Luxembourg Open                       | Тверде (i) | Кара Блек               | Саманта Стосур Ліза Реймонд                            | 7–5, 6–1               |
| Поразка   | 27.  | 16 жовтня 2005    | Kremlin Cup                               | Килим (i)  | Кара Блек               | Саманта Стосур Ліза Реймонд                            | 6–2, 6–4               |
| Перемога  | 51.  | 25 жовтня 2005    | Zürich Open                               | Тверде (i) | Кара Блек               | Даніела Гантухова Суґіяма Ай                           | 6–7(6), 7–6(4), 6–3    |
| Перемога  | 52.  | 31 жовтня 2005    | Championships of Philadelphia, U.S.       | Тверде (i) | Кара Блек               | Ліза Реймонд Саманта Стосур                            | 6–4, 7–6(4)            |
| Поразка   | 28.  | 13 листопада 2005 | Турніри WTA Tour, Los Angeles             | Тверде (i) | Кара Блек               | Саманта Стосур Ліза Реймонд                            | 6–7(5), 7–5, 6–4       |
| Поразка   | 29.  | 7 січня 2006      | Australian Hard Court Championships       | Тверде     | Кара Блек               | Сафіна Дінара Мубінівна Меган Шонессі                  | 6–2, 6–3               |
| Перемога  | 53.  | 17 січня 2006     | Sydney International, Австралія           | Тверде     | Коріна Мораріу          | Паола Суарес Вірхінія Руано Паскуаль                   | 6–3, 5–7, 6–2          |
| Поразка   | 30.  | 5 лютого 2006     | Pan Pacific Open, Японія                  | Килим (i)  | Кара Блек               | Саманта Стосур Ліза Реймонд                            | 6–2, 6–1               |
| Поразка   | 31.  | 12 лютого 2006    | Paris Indoor, Франція                     | Килим (i)  | Кара Блек               | Емілі Луа Квета Пешке                                  | 7–6(5), 6–4            |
| Перемога  | 54.  | 31 липня 2006     | San Diego Classic, U.S.                   | Тверде     | Кара Блек               | Анна-Лена Гренефельд Меган Шонессі                     | 6–2, 6–2               |
| Поразка   | 32.  | 8 жовтня 2006     | Porsche Tennis Grand Prix                 | Тверде (i) | Кара Блек               | Ліза Реймонд Саманта Стосур                            | 6–3, 6–4               |
| Перемога  | 55.  | 22 жовтня 2006    | Zürich Open, Швейцарія                    | Тверде (i) | Кара Блек               | Лізель Губер Катарина Среботнік                        | 7–5, 7–5               |
| Поразка   | 33.  | 12 листопада 2006 | WTA Championships, Madrid                 | Тверде (i) | Кара Блек]              | Ліза Реймонд Саманта Стосур                            | 3–6, 6–3, 6–3          |
| Поразка   | 34.  | 4 лютого 2007     | Pan Pacific Open, Японія                  | Килим      | Ваня Кінг               | Ліза Реймонд Саманта Стосур                            | 7–6(6), 3–6, 7–5       |
| Поразка   | 35.  | 23 червня 2007    | Eastbourne International, UK              | Трава      | Квета Пешке             | Ліза Реймонд Саманта Стосур                            | 6–7(5), 6–4, 6–3       |
| Перемога  | 56.  | 19 серпня 2007    | LA Women's Tennis Championships, U.S.     | Тверде     | Квета Пешке             | Алісія Молік Мара Сантанджело                          | 6–0, 6–1               |
| Перемога  | 57.  | 14 жовтня 2007    | Porsche Tennis Grand Prix                 | Тверде (i) | Квета Пешке             | Латіша Чжань Сафіна Дінара Мубінівна                   | 6–7(5), 7–6(4), [10–2] |
| Перемога  | 58.  | 21 жовтня 2007    | Zürich Open, Швейцарія                    | Килим (i)  | Квета Пешке             | Ліза Реймонд Франческа Ск'явоне                        | 7–5, 7–6(1)            |
| Перемога  | 59.  | 24 лютого 2008    | Qatar Ladies Open                         | Тверде     | Квета Пешке             | Кара Блек Лізель Губер                                 | 6–1, 5–7, [10–7]       |
| Поразка   | 36.  | 21 червня 2008    | Eastbourne International, UK              | Трава      | Квета Пешке             | Кара Блек Лізель Губер                                 | 2–6, 6–0, [10–8]       |
| Поразка   | 37.  | 5 жовтня 2008     | Porsche Tennis Grand Prix                 | Тверде (i) | Квета Пешке             | Патті Шнідер Анна-Лена Гренефельд                      | 6–2, 6–4               |
| Поразка   | 38.  | 11 листопада 2008 | Турніри WTA Tour, Doha                    | Тверде     | Квета Пешке             | Кара Блек Лізель Губер                                 | 6–1, 7–5               |
| Поразка   | 39.  | 20 червня 2009    | Eastbourne International, UK              | Трава      | Саманта Стосур          | Суґіяма Ай Акгуль Аманмурадова                         | 6–4, 6–3               |
| Поразка   | 40.  | 4 липня 2009      | Wimbledon, UK                             | Трава      | Саманта Стосур          | Серена Вільямс Вінус Вільямс                           | 7–6(4), 6–4            |
| Поразка   | 41.  | 23 серпня 2009    | Мастерс Канада                            | Тверде     | Саманта Стосур          | Нурія Льягостера Вівес Марія Хосе Мартінес Санчес      | 2–6, 7–5, [11–9]       |
| Перемога  | 60.  | 19 червня 2010    | Eastbourne International, UK              | Трава      | Ліза Реймонд            | Квета Пешке Катарина Среботнік                         | 6–2, 2–6, [13–11]      |
| Поразка   | 42.  | 8 серпня 2010     | San Diego Open, U.S.                      | Тверде     | Ліза Реймонд            | Марія Кириленко Чжен Цзє                               | 6–4, 6–4               |
| Поразка   | 43.  | 15 серпня 2010    | Мастерс Цинциннаті, U.S.                  | Тверде     | Ліза Реймонд            | Вікторія Азаренко Кириленко Марія Юріївна              | 7–6(4), 7–6(8)         |